# 로즈웰 (드라마)
로즈웰(Roswell)은 1999년부터 2002년까지 방영된 드라마이다.